# 827 Wolfiana
827 Wolfiana
827 Wolfiana là một tiểu hành tinh ở vành đai chính, thuộc nhóm tiểu hành tinh Flora. Nó được xếp loại tiểu hành tinh kiểu S, có bề mặt sáng.
Tiểu hành tinh này do Johann Palisa phát hiện ngày 29.8.1916 ở Viên, và được đặt theo tên Max Wolf, nhà thiên văn học người Đức.